# Чукучановые
Чукуча́новые (лат. Catostomidae) — семейство лучепёрых рыб из отряда карпообразных.
Чукучановые рыбы внешне похожи на карповых, полагают, что от них они и ведут своё происхождение. Отличить чукучановых можно по толстым, покрытым ворсинками губам. Усиков у этих рыб никогда не бывает, жерновок отсутствует, а тело всегда покрыто хорошо заметной чешуей. 
Семейство включает около 80 видов, обитающих преимущественно в Северной и Центральной Америке, а также несколько видов на Дальнем Востоке — в Янцзы и Колыме.
В водах России один аборигенный вид — обыкновенный чукучан (Catostomus catostomus) и три североамериканских акклиматизированных — малоротый буффало (Ictiobus bubalus), большеротый буффало (Ictiobus cyprinellus), чёрный буффало (Ictiobus niger).

## Список родов
- Carpiodes — карпиодесы, или карповидные чукучаны
- Catostomus — чукучаны
- Chasmistes — чукучаны-хасмистесы
- Cycleptus — чукучаны-циклептусы
- Deltistes
- Erimyzon — чукучаны-эримизоны
- Hypentelium — чукучаны-свиньи
- Ictiobus — иктиобусы, или буффало
- † Lagochila — зайцегубый чукучан. Вид вымер в историческое время из-за загрязнения водоёмов. В 1893 выловлен последний экземпляр.[3]
- Minytrema — пятнистые чукучаны
- Moxostoma — моксостомы
- Myxocyprinus — миксоциприны
- Thoburnia
- Xyrauchen — горбатые чукучаны